# Giovanna Rotondi
Giovanna Rotondi Terminiello (Roma, 1938) è una critica d'arte italiana.

## Biografia
Storica dell'arte, è figlia di Pasquale Rotondi, conosciuto per aver impedito il trafugamento da parte dei nazisti di importanti opere artistiche. Giovanna Rotondi Terminiello è stata per un lungo periodo Sovrintendente dei Beni Artistici a Genova.
Sollevò scalpore fra gli esperti di scultura il marchiano errore commesso da Vittorio Sgarbi sull'attribuzione di autenticità di una Madonna di Agostino di Duccio, su cui intervenne la Rotondi, allora sovrintendente per la Liguria, dimostrando con tanto di scheda fornita dal "copista" che la Madonna di Sarzana posta in luogo pubblico non era l'originale ma una copia di inizio secolo scorso, seppur di ragguardevole fattura, eseguita dallo scultore di Carrara Gino Nicoli , mentre l'originale era a Pontremoli.
È inoltre suo merito la riscoperta dell'artista Gino Grimaldi, il pittore del manicomio di Cogoleto. Oltre ad essere stata l'autrice di uno scritto su di lui, nel 2007 ha curato l'esposizione delle sue opere nell'Oratorio di San Lorenzo di Cogoleto dove sono conservate tre lunette, una quarta di prova, il copritabernacolo, la tendina per altare e le due grandiose pale; gli affreschi della chiesa sono purtroppo in stato di degrado e abbandono e quasi illeggibili, ne rimane traccia preziosa nella campagna fotografica curata da Michele Ferraris nel 1997.
Nel ruolo di Sovrintendente dei Beni Artistici di Genova e, successivamente, come attenta studiosa d'arte è statra una delle maggiori protagoniste della promozione culturale del capoluogo ligure, soprattutto in sodale collaborazione con Ezia Gavazza.

## Pubblicazioni
- Bernardo Strozzi: Genova 1581/82 - Venezia 1644,  Softcover, Electa, ISBN 88-435-5143-4
- Le facciate di Palazzo Spinola a Pellicceria: decorazione ficta e decorazione picta, Hardcover, Sagep, ISBN 887058-3945
- con Farida Simonetti, Facciate dipinte: conservazione e restauro. Atti del convegno di studi, Genova, 15-17 aprile,, 1982, Hardcover, Sagep, ISBN 8870581012
- con Ezia Gavazza e Carlo Bitossi, Genova nell'età Barocca, Galleria nazionale di Palazzo Spinola, Galleria di Palazzo reale, Hardcover, Nuova Alfa, ISBN 8877793309
- con Giulio Nepi, Giulio II: Papa, Politico, Mecenate. Atti del convegno., Hardcover, De Ferrari, ISBN 8871727029
- con Ezia Gavazza e Lauro Magnani, Gregorio De Ferrari-Giovanni Battista Gaulli il Baciccio dalla collezione Zerbone. Catalogo della mostra , Tormena, ISBN 8886017863
- con Giuliana Algeri, Nicolò Corso[6]. Un pittore per gli olivetani. Arte in Liguria alla fine del Quattrocento, Hardcover, Sagep, ISBN 88-7058-204-3
- con Ezia Gavazza e Giuliana Algeri, Omaggio a Luca Cambiaso: Moneglia 1527, El Escorial 1585: restauri e proposte: Moneglia, Oratorio di Santa Croce, 22 giugno-15 settembre 1985 Hardcover, Sagep, ISBN 88-7058-148-9
- Palazzo Spinola a Pellicceria: l'atrio-scala, Hardcover, Sagep, ISBN 88-7058-357-0
- con Gianni Bozzo, San Giacomo della Marina: un oratorio di casaccia a Genova nel cammino verso Compostella, Hardcover, fotografie di Michele Ferraris, Sagep, ISBN 88-7058-644-8

in inglese
- con Lauro Magnani, Verso un nuovo museo, Hardcover, Sagep, ISBN 88-7058-556-5